# Ichthyothere
Ichthyothere es un género de  plantas fanerógamas, nativas de Suramérica Amazonas y Centroamérica.  Comprende 35 especies descritas y de estas, solo 11 aceptadas.

## Descripción
Son arbustos que alcanzan un tamaño de hasta 2 m de alto; tallos glabros en la parte inferior. Hojas opuestas, angostamente ovadas a ovadas, 5–24 cm de largo y 2–12 cm de ancho, ápice acuminado, base aguda a atenuada, márgenes denticulados, glabras, escasamente tomentosas cuando jóvenes, con glándulas sésiles, inconspicuas en la parte inferior; pecioladas. Capitulescencias de panículas cimosas terminales, pedúnculos 1–5 mm de largo, puberulentos; capítulos inconspicuamente radiados; involucros cupuliformes, 3–4.8 mm de ancho, en 2 series; filarias exteriores 4–6, en 1 serie, libres, angostamente ovadas hasta ovadas, 1–1.5 mm de largo y 0.6–1 mm de ancho, ápice atenuado, márgenes ciliados, glabras a puberulentas; filarias internas 2, cupuliformes, rodeando y ligeramente adheridas a los aquenios del radio, obovadas, 5–6 mm de largo y 3–3.5 mm de ancho, ápice redondeado, glabras a puberulentas; receptáculos alargados, paleáceos; páleas escariosas, estriadas, envolviendo a los flósculos del disco, las exteriores obovadas, las internas oblanceoladas, 2–2.8 mm de largo y 1–2 mm de ancho, enteras, con ápice redondeado, glabras; flósculos del radio 2, las corolas tubulares, 1.2–1.5 mm de largo, densamente pilosas en un anillo cerca de la base, con 3–4 lobos pequeños, amarillentos; flósculos del disco 8–10, las corolas tubulares, de 2 mm de largo, amarillas; anteras ca 1 mm de largo; ovarios estériles y sin vilano. Aquenios obovoides, 4–5 mm de largo y 3–3.6 mm de ancho, radialmente comprimidos, adaxialmente aplanados, con crestas longitudinales hasta 10 mm de largo, glabros; vilano ausente.

## Usos
El nombre ichthyothere traducido literalmente significa veneno de peces. La planta contiene un activo principio químico llamado ichthyothereol, que es un poliacetileno tóxico para los  peces que saltan del agua si le arrojan hojas de Ichthyothere terminalis.

## Distribución y hábitat
Ichthyothere scandens y Ichthyothere garcia-barrigae, se encuentran sobre los 1,000m de altura, perteneciendo a un único subgénero dentro de Ichthyothere. Las otras especies son pequeñas hierbas con tallos erectos, con racimos o glomérulos de flores.

## Taxonomía
El género fue descrito por Carl Friedrich Philipp von Martius y publicado en Repert. Pharm. 35: 195. 1830.

## Especies aceptadas
A continuación se brinda un listado de las especies del género Ichthyothere aceptadas hasta julio de 2012, ordenadas alfabéticamente. Para cada una se indica el nombre binomial seguido del autor, abreviado según las convenciones y usos.
- Ichthyothere agrestis Baker
- Ichthyothere davidsei H.Rob.
- Ichthyothere garcia-barrigae H.Rob.
- Ichthyothere grandifolia S.F.Blake
- Ichthyothere granvillei H.Rob.
- Ichthyothere hirsuta Gardner
- Ichthyothere macdanielii H.Rob.
- Ichthyothere peruviana (Poepp.) Baker
- Ichthyothere scandens S.F.Blake
- Ichthyothere suffruticosa Gardner
- Ichthyothere terminalis (Spreng.) S.F.Blake